# Nati nel 1944/Aprile
| Questa pagina contiene informazioni ricavate automaticamente dalle voci biografiche con l'ausilio del template Bio e di un bot. L'aggiornamento è periodico e automatico e ricostruisce completamente la pagina. Se manca una persona in questa lista, sei pregato di non aggiungerla, ma accertati piuttosto che la sua voce biografica contenga il template Bio e che i dati anagrafici siano correttamente compilati. Se il template Bio manca, inseriscilo tu stesso o, in alternativa, metti l'avviso {{tmp\|Bio}} che ne segnala la mancanza. Se i dati riportati sono sbagliati, correggi direttamente la voce biografica; le modifiche saranno visibili in questa lista entro pochi giorni. Per chiarimenti vedi il progetto biografie. La lista contiene solo le 221 persone che sono citate nell'enciclopedia e per le quali è stato implementato correttamente il template Bio. Pagina aggiornata al 18 ago 2025. |

- 1º aprile - Gerrit Berveling, esperantista olandese
- 1º aprile - Simeone Di Cagno Abbrescia, politico e imprenditore italiano († 2024)
- 1º aprile - Gianni Fontana, politico italiano
- 1º aprile - Vladimir Krajnev, pianista russo († 2011)
- 1º aprile - Hans-Jürgen Naumann, ex calciatore tedesco orientale
- 1º aprile - Valentino Perin, politico italiano
- 1º aprile - Laura Toscano, sceneggiatrice e scrittrice italiana († 2009)
- 2 aprile - Martine Brochard, attrice, cantante e scrittrice francese
- 2 aprile - Rodolfo Fischer, calciatore argentino († 2020)
- 3 aprile - Lamberto Bava, regista, sceneggiatore e produttore cinematografico italiano
- 3 aprile - Sergio Codognato, calciatore e allenatore di calcio italiano († 2024)
- 3 aprile - Grover Furr, storico statunitense
- 3 aprile - Robert McGregor, ex nuotatore britannico
- 3 aprile - Storrs Olson, biologo e ornitologo statunitense († 2021)
- 3 aprile - Tony Orlando, cantante e produttore discografico statunitense
- 3 aprile - Ramazan Rragami, calciatore e allenatore di calcio albanese († 2022)
- 3 aprile - Alvaro Superchi, sindacalista e politico italiano
- 4 aprile - Magda Aelvoet, politica belga
- 4 aprile - Rudolf Dollinger, ex tiratore a segno austriaco
- 4 aprile - Barbara Ess, fotografa, musicista e curatrice editoriale statunitense († 2021)
- 4 aprile - Fayṣal bin Musāʿid bin ʿAbd al-ʿAzīz Āl Saʿūd, principe e criminale saudita († 1975)
- 4 aprile - Miroslav Ferić, calciatore jugoslavo († 2017)
- 4 aprile - Elmar Ledergerber, politico svizzero
- 4 aprile - Magdaleno Mercado, calciatore messicano († 2020)
- 4 aprile - Craig T. Nelson, attore statunitense
- 4 aprile - Erik Pettersson, ex ciclista su strada svedese
- 4 aprile - Nélson Prudêncio, triplista brasiliano († 2012)
- 4 aprile - Ronnie Rees, calciatore gallese († 2023)
- 4 aprile - Francis Turatello, criminale italiano († 1981)
- 5 aprile - Willeke van Ammelrooy, attrice e regista olandese
- 5 aprile - Bob Bednarski, sollevatore statunitense († 2004)
- 5 aprile - Hiroyuki Hosoda, politico giapponese († 2023)
- 5 aprile - Peter T. King, politico statunitense
- 5 aprile - Evan Parker, musicista e compositore britannico
- 5 aprile - Willy Planckaert, ex ciclista su strada e ciclocrossista belga
- 5 aprile - Pedro Rosselló, politico portoricano
- 6 aprile - Dave Bickles, allenatore di calcio e calciatore inglese († 1999)
- 6 aprile - Barbara Brownell, attrice statunitense
- 6 aprile - Angelo Cereser, ex calciatore italiano
- 6 aprile - Walter Forante, ex calciatore italiano
- 6 aprile - Florin Gheorghiu, scacchista rumeno
- 6 aprile - John Huarte, ex giocatore di football americano statunitense
- 6 aprile - Antonio Infantino, cantautore e poeta italiano († 2018)
- 6 aprile - Felicity Palmer, soprano, mezzosoprano e insegnante inglese
- 6 aprile - František Pospíšil, ex hockeista su ghiaccio ceco
- 6 aprile - Washington Rodríguez, pugile uruguaiano († 2014)
- 6 aprile - Vincenzo Savio, vescovo cattolico italiano († 2004)
- 6 aprile - Giulio Schmidt, politico italiano († 2016)
- 6 aprile - Charles Sobhraj, serial killer e truffatore francese
- 6 aprile - Bernd Spier, cantante tedesco († 2017)
- 7 aprile - Jean-Pierre Brucato, calciatore francese († 1998)
- 7 aprile - Pier Paola Bucchi, attrice e regista italiana
- 7 aprile - Georgi Bărzakov, ex cestista e allenatore di pallacanestro bulgaro
- 7 aprile - Noëlle Cordier, cantante francese
- 7 aprile - Marianne Hoepfner, ex pilota automobilistica e pilota di rally francese
- 7 aprile - Makoto Kobayashi, fisico giapponese
- 7 aprile - Primo Mori, ex ciclista su strada italiano
- 7 aprile - Gerhard Schröder, politico tedesco
- 8 aprile - Michael Aschbacher, matematico statunitense
- 8 aprile - Hywel Bennett, attore inglese († 2017)
- 8 aprile - Tyrone Britt, ex cestista statunitense
- 8 aprile - Francesco Elio Bruno, ballerino italiano († 2019)
- 8 aprile - Keef Hartley, batterista britannico († 2011)
- 8 aprile - Christoph Hein, scrittore e traduttore tedesco
- 8 aprile - Masanobu Izumi, ex calciatore giapponese
- 8 aprile - Antonio La Gloria, politico italiano
- 8 aprile - Louis-Marie Ling Mangkhanekhoun, cardinale e vescovo cattolico laotiano
- 8 aprile - Odd Nerdrum, pittore norvegese
- 8 aprile - Lajos Papp, tiratore a segno ungherese († 1993)
- 8 aprile - Giuseppe Trinchero, allenatore di calcio e ex calciatore italiano
- 8 aprile - Jimmy Walker, cestista statunitense († 2007)
- 8 aprile - Wolfgang Wruck, calciatore tedesco orientale († 2014)
- 8 aprile - Joseph Yegba Maya, ex calciatore camerunese
- 9 aprile - Marcello Bartolucci, arcivescovo cattolico italiano
- 9 aprile - Leila Khaled, politica e attivista palestinese
- 9 aprile - Giuseppe Ossorio, politico italiano († 2025)
- 9 aprile - Heinz-Joachim Rothenburg, ex pesista tedesco
- 9 aprile - Richard Supa, chitarrista e tastierista statunitense
- 10 aprile - Giovanni Bignami, fisico e divulgatore scientifico italiano († 2017)
- 10 aprile - Paolo Brogi, giornalista, scrittore e blogger italiano
- 10 aprile - Jørgen Jensen, maratoneta danese († 2009)
- 10 aprile - Giannakīs Xypolytas, allenatore di calcio e ex calciatore cipriota
- 10 aprile - Fritz Zorn, scrittore svizzero († 1976)
- 11 aprile - Liza Cody, scrittrice britannica
- 11 aprile - Alberto Demiddi, canottiere argentino († 2000)
- 11 aprile - Carmen Famadas, cestista spagnola († 2024)
- 11 aprile - Noshir Gowadia, ingegnere aeronautico indiano
- 11 aprile - Yannis Kokkos, scenografo francese
- 11 aprile - José Medalha, allenatore di pallacanestro brasiliano
- 11 aprile - John Milius, regista, sceneggiatore e produttore cinematografico statunitense
- 11 aprile - Arturo Pecchielan, ex ciclista su strada e ciclocrossista italiano
- 11 aprile - Julius Rebek, chimico e biologo ungherese
- 11 aprile - Zdeněk Rytíř, cantautore, compositore e musicista ceco († 2013)
- 12 aprile - Héctor Chumpitaz, ex calciatore peruviano
- 12 aprile - Mike Garrett, ex giocatore di football americano statunitense
- 12 aprile - Lisa Jardine, storica e scrittrice britannica († 2015)
- 12 aprile - John Kay, cantautore, chitarrista e armonicista canadese
- 12 aprile - Karel Kryl, cantautore e compositore ceco († 1994)
- 12 aprile - Rosario Polizzi, medico e politico italiano
- 12 aprile - Siegfried Stritzl, calciatore jugoslavo († 2022)
- 12 aprile - Thongsing Thammavong, politico laotiano
- 12 aprile - Salvatore Vizzini, politico italiano († 2016)
- 13 aprile - Franco Arese, ex mezzofondista, dirigente sportivo e imprenditore italiano
- 13 aprile - Hans Christoph Buch, scrittore, traduttore e giornalista tedesco
- 13 aprile - Charles Burnett, regista, sceneggiatore e direttore della fotografia statunitense
- 13 aprile - Jack Casady, bassista statunitense
- 13 aprile - Susan Davis, politica statunitense
- 13 aprile - Giampiero Fossati, ex nuotatore italiano
- 13 aprile - Lech Gardocki, avvocato polacco
- 13 aprile - Euphrase Kezilahabi, scrittore tanzaniano († 2020)
- 13 aprile - Elisabeth Trissenaar, attrice teatrale austriaca († 2024)
- 13 aprile - Keith Wright, ex hockeista su ghiaccio canadese
- 13 aprile - Pedro María Zabalza, allenatore di calcio e ex calciatore spagnolo
- 14 aprile - Aldo Agroppi, calciatore e allenatore di calcio italiano († 2025)
- 14 aprile - Mike Curran, ex hockeista su ghiaccio statunitense
- 14 aprile - Johan Devrindt, ex calciatore belga
- 14 aprile - Henri Klein, calciatore lussemburghese († 1995)
- 14 aprile - Nguyễn Phú Trọng, politico vietnamita († 2024)
- 14 aprile - Anne Van Parijs, nuotatrice belga
- 14 aprile - Roberto Zandonella, bobbista italiano
- 15 aprile - Ottavio Bruni, politico italiano
- 15 aprile - Dave Edmunds, cantante, chitarrista e produttore discografico gallese
- 15 aprile - Kunishige Kamamoto, calciatore, allenatore di calcio e politico giapponese († 2025)
- 16 aprile - John Block, ex cestista statunitense
- 16 aprile - Vincenzo Bonandrini, politico e sociologo italiano († 1994)
- 16 aprile - David Carver, ex calciatore inglese
- 16 aprile - Dennis Russell Davies, direttore d'orchestra e pianista statunitense
- 16 aprile - Wendy Griner, ex pattinatrice artistica su ghiaccio canadese
- 16 aprile - Art Welch, ex calciatore giamaicano
- 16 aprile - Asher Welch, ex calciatore giamaicano
- 16 aprile - Elmar Wepper, attore e doppiatore tedesco († 2023)
- 17 aprile - Lois Diéguez, scrittore e poeta spagnolo
- 17 aprile - Matthijs van Heijningen, produttore cinematografico olandese
- 17 aprile - Solomon Moiseevič Volkov, scrittore e musicologo russo
- 18 aprile - Francesco Cellini, architetto italiano
- 18 aprile - Frances D'Souza, baronessa D'Souza, antropologa e politica britannica
- 18 aprile - Lorenza Guerrieri, attrice italiana
- 18 aprile - Robert Hanssen, agente segreto statunitense († 2023)
- 18 aprile - Albin Planinc, scacchista sloveno († 2008)
- 18 aprile - Claudio Sabelli Fioretti, giornalista, scrittore e conduttore radiofonico italiano
- 18 aprile - Arthur Joseph Serratelli, vescovo cattolico statunitense
- 19 aprile - Massimo Capaccioli, astrofisico italiano
- 19 aprile - Keith Erickson, ex cestista e ex pallavolista statunitense
- 19 aprile - James Heckman, economista e statistico statunitense
- 19 aprile - Luis Francisco Ladaria Ferrer, cardinale e arcivescovo cattolico spagnolo
- 19 aprile - Jac Nellemann, ex pilota automobilistico danese
- 19 aprile - Bernie Worrell, tastierista e compositore statunitense († 2016)
- 20 aprile - Fiorella Alderighi, ex cestista italiana
- 20 aprile - George Bowers, montatore e regista statunitense († 2012)
- 20 aprile - Cesare Giuseppe De Michelis, filologo, storico e letterato italiano
- 20 aprile - Luisa De Santis, attrice e cantante italiana
- 20 aprile - Michael Mendl, attore tedesco
- 20 aprile - Frank Olafsen, ex hockeista su ghiaccio e ex calciatore norvegese
- 21 aprile - Russell Boyd, direttore della fotografia australiano
- 21 aprile - Rich Dumas, cestista statunitense († 1991)
- 21 aprile - Eduardo Flores, calciatore e allenatore di calcio argentino († 2022)
- 21 aprile - Adrian Hurley, ex cestista e allenatore di pallacanestro australiano
- 21 aprile - Gaetano Michetti, politico italiano († 1999)
- 21 aprile - Tullio Ortolani, autore televisivo e scrittore italiano († 2019)
- 21 aprile - Brian Phelps, tuffatore britannico
- 21 aprile - Trooper Washington, cestista e allenatore di pallacanestro statunitense († 2004)
- 22 aprile - Steve Fossett, aviatore, navigatore e avventuriero statunitense († 2007)
- 23 aprile - Felice Besostri, avvocato e politico italiano († 2024)
- 23 aprile - Sergio Guerra, pallavolista e allenatore di pallavolo italiano († 2015)
- 23 aprile - Michael Habeck, attore, doppiatore e regista teatrale tedesco († 2011)
- 23 aprile - Gesy Sebena, cantante italiana
- 23 aprile - Jean-François Stévenin, attore francese († 2021)
- 24 aprile - Gian Nicola Babini, chimico italiano († 2012)
- 24 aprile - Andrzej Dereziński, ex sciatore alpino polacco
- 24 aprile - Jim Geringer, politico statunitense
- 24 aprile - Ilkka Nummisto, canoista finlandese († 2019)
- 24 aprile - Christine Ockrent, giornalista, saggista e biografa belga
- 24 aprile - Chris Simpkin, ex calciatore inglese
- 24 aprile - Tony Visconti, produttore discografico statunitense
- 25 aprile - Leo Atzwanger, ex slittinista italiano
- 25 aprile - Jim Barrows, sciatore alpino e allenatore di sci alpino statunitense († 2024)
- 25 aprile - Berit Berthelsen, lunghista e multiplista norvegese († 2022)
- 25 aprile - Marco Dané, autore televisivo, pedagogista e regista teatrale italiano
- 25 aprile - Renzo Fratini, arcivescovo cattolico italiano
- 25 aprile - Brigitte Gapais-Dumont, schermitrice francese († 2018)
- 25 aprile - Settimo Gottardo, politico e dirigente d'azienda italiano
- 25 aprile - Felice Laudadio, giornalista e scrittore italiano
- 25 aprile - Julio Montero Castillo, ex calciatore uruguaiano
- 25 aprile - Herbert Pagani, cantautore, artista e conduttore radiofonico italiano († 1988)
- 25 aprile - Anna Teresa Rossini, attrice italiana
- 25 aprile - Einar Steen-Nøkleberg, pianista e docente norvegese
- 25 aprile - Silvio Zanon, ex calciatore italiano
- 26 aprile - Richard Bradshaw, direttore d'orchestra britannico († 2007)
- 26 aprile - Mino Di Martino, cantautore italiano
- 26 aprile - José Dolhem, pilota automobilistico francese († 1988)
- 26 aprile - Yasuko Konoe, funzionaria giapponese
- 26 aprile - Huib Ruijgrok, allenatore di calcio olandese
- 27 aprile - Peregrine Cavendish, XII duca di Devonshire, nobile inglese
- 27 aprile - Lina Sotis, giornalista e scrittrice italiana
- 27 aprile - Heikki Westerinen, scacchista finlandese
- 28 aprile - Ivan Hlevnjak, calciatore croato († 2015)
- 28 aprile - Gaoussou Koné, ex velocista ivoriano
- 28 aprile - Elizabeth LeCompte, regista statunitense
- 28 aprile - Mishake Muyongo, rivoluzionario e politico namibiano
- 28 aprile - Neil Summers, attore e stuntman britannico
- 28 aprile - Jean-Claude Van Cauwenberghe, politico belga
- 28 aprile - Günter Verheugen, politico tedesco
- 29 aprile - Michael Angelis, attore e doppiatore inglese († 2020)
- 29 aprile - Liu Chuanzhi, imprenditore cinese
- 29 aprile - Benedetta di Danimarca, principessa danese
- 29 aprile - Jim Hart, ex giocatore di football americano statunitense
- 29 aprile - Richard Kline, attore e regista statunitense
- 29 aprile - Francis Lee, calciatore inglese († 2023)
- 29 aprile - Katarina Mazetti, scrittrice, giornalista e educatrice svedese († 2025)
- 29 aprile - Werner Nekes, regista e sceneggiatore tedesco († 2017)
- 29 aprile - Hermann Scheer, politico tedesco († 2010)
- 29 aprile - Agnès Spaak, attrice e fotografa belga
- 30 aprile - Rudi Assauer, dirigente sportivo, allenatore di calcio e calciatore tedesco († 2019)
- 30 aprile - Franco Berrino, medico e epidemiologo italiano
- 30 aprile - Jill Clayburgh, attrice statunitense († 2010)
- 30 aprile - Antonia Ellis, attrice, cantante e ballerina inglese
- 30 aprile - Giancarlo Nicotra, regista e attore italiano († 2013)
- 30 aprile - Ymer Pampuri, sollevatore albanese († 2017)
- 30 aprile - Paul Scranton, ex cestista statunitense
- 30 aprile - Don E. Wilson, zoologo statunitense
- 30 aprile - Félix de Azúa, scrittore spagnolo